# Venialbo
Venialbo est une municipalité espagnole de la communauté autonome de Castille-et-León et de la province de Zamora. En 2015, elle compte 480 habitants et  415 habitants au 1er janvier 2022.

## Géographie
Venialbo est situé à environ 24 km à l'est-nord-est de Zamora dans le plateau castillan à une altitude d'environ 700 m . Le climat en hiver est assez froid et en été il va du chaud à très chaud ; Les précipitations sont rares (environ 429 mm/an) tout au long de l'année.

## Démographie
| Année       | 1970 | 1981 | 1991 | 2001 | 2011 | 2021 | 2022 |
| Démographie | 875  | 619  | 547  | 535  | 486  | 416  | 415  |

Le déclin important de la population dans la seconde moitié du XXe siècle est dû en grande partie à la mécanisation de l'agriculture et à la perte d'emplois qui en découle.